# Kaena: Zagłada światów
Kaena: Zagłada światów (ang. Kaena: The Prophecy, fr. Kaena: La prophétie, 2003) – francusko-kanadyjski film animowany w reżyserii Chrisa Delaporte'a i Pascala Pinon.

## Wersja polska
Wersja polska: Studio Sonoria

Reżyseria: Ilona Kuśmierska

Dialogi: Joanna Kuryłko

Udział wzięli:
- Jolanta Wilk – Kaena
- Tomasz Marzecki – Opaz
- Elżbieta Kijowska – Królowa
- Marcin Troński – Voxem
- Mirosław Wieprzewski – Assad
- Ryszard Olesiński – Gommy
- Janusz Zakrzeński – Wielki Kapłan
- Wojciech Paszkowski – Enode

i inni

## Wersja angielska
- Kirsten Dunst – Kaena
- Richard Harris – Opaz
- Anjelica Huston – Królowa
- Keith David – Voxem
- Michael McShane – Assad
- Greg Proops – Gommy
- Gary Martin – Wielki Kapłan

i inni

## Wersja francuska
- Cécile De France – Kaena
- Michael Lonsdale – Opaz
- Victoria Abril – Królowa
- François Siener – Voxem
- Jean-Michel Farcy – Assad
- Raymond Aquaviva – Gommy
- Jean Piat – Wielki Kapłan

i inni